# Peucedanum wawrae
Peucedanum wawrae là một loài thực vật có hoa trong họ Hoa tán. Loài này được (H. Wolff) Su miêu tả khoa học đầu tiên năm 1982.